# Afrodite Zegers
Afrodite Zegers –nacida como Afrodite Kyranaku, en griego, Αφροδίτη Κυρανάκου– (Atenas, Grecia, 2 de diciembre de 1991) es una deportista neerlandesa que compite en vela en la clase 470.
Ganó una medalla de plata en el Campeonato Mundial de 470 de 2021 y tres medallas en el Campeonato Europeo de 470 entre los años 2016 y 2019. Participó en los Juegos Olímpicos de Río de Janeiro 2016, ocupando el cuarto lugar en la clase 470.

## Palmarés internacional
| \| Campeonato Mundial \| Campeonato Mundial \| Campeonato Mundial \| Campeonato Mundial \| \| Año \| Lugar \| Medalla \| Clase \| \| ------------------ \| -------------------------- \| ------------------ \| ------------------ \| \| 2021 \| Vilamoura (Portugal) \| Medalla de plata \| 470 \| \| Campeonato Europeo \| \| \| \| \| Año \| Lugar \| Medalla \| Clase \| \| 2016 \| Palma de Mallorca (España) \| Medalla de plata \| 470 \| \| 2017 \| Mónaco (Mónaco) \| Medalla de oro \| 470 \| \| 2019 \| San Remo (Italia) \| Medalla de bronce \| 470 \| |                            |                   |       |
| Campeonato Mundial |                            |                   |       |
| Año | Lugar                      | Medalla           | Clase |
| 2021 | Vilamoura (Portugal)       | Medalla de plata  | 470   |
| Campeonato Europeo |                            |                   |       |
| Año | Lugar                      | Medalla           | Clase |
| 2016 | Palma de Mallorca (España) | Medalla de plata  | 470   |
| 2017 | Mónaco (Mónaco)            | Medalla de oro    | 470   |
| 2019 | San Remo (Italia)          | Medalla de bronce | 470   |